# Atlético Arona
El Atlético Arona fue un club de fútbol de la ciudad de Arona, Tenerife. Fue fundado en 1954 y desapareció en 2008, por una profunda crisis económica arrastrada durante años, dejando un gran historial en el fútbol regional y autonómico de las islas.

## Historia
El Atlético Arona se funda en 1954 como representante de núcleo de Arona. Poco a poco se va convirtiendo en un clásico del fútbol insular, subiendo peldaños temporada a temporada. En 1982/83 se estrena en la categoría de Preferente, categoría reina del fútbol provincial. En ella pasa las siguientes diez temporadas compitiendo a un gran nivel, pero lejos de conformarse se da el salto al fútbol nacional, tras haber quedado campeón de Preferente en la temporada 1991/92. A la siguiente temporada el equipo se estrenaba en la Tercera División de España, en el grupo canario, donde estaría los siguientes siete años. Después de esta dorada época el Atlético Arona sufrió dos descensos consecutivos que lo llevaron a la 1.ª Regional. Tres años tardaría en volver a Preferente y en un solo año pasaría de Preferente a Tercera División, donde quedaría colista y volvería a Preferente. El equipo se había convertido en un equipo ascensor, en dos años en Preferente se volvía a ascender a Tercera División, quedando otra vez colista y descendiendo, esa fue la última campaña completa del Atlético Arona. A la temporada siguiente el club salía a competir en Preferente, pero no acabaría la temporada, el frenesí de descensos y ascensos, con el gasto económico que ello conlleva había condenado al club.

### Derbis
La ciudad de Arona es una de las más futboleras de Canarias y posee un gran número de equipos, así en su trayectoria el Atlético Arona disputó un sinfín de derbis municipales con el  C.D. I'Gara, C.D.San Lorenzo o C.D.Buzanada y los más importantes con C.D.Marino y la U.D.Ibarra, los otros dos grandes representantes del municipio.

## Uniforme
- Local: la camiseta es roja, pantalón azul marino con toques rojos, medias azules con la vuelta de color rojo.
- Visitante: el uniforme visitante es blanco con algún detalle en color rojo.

## Todas las temporadas
| Temporada | División     | Posición | Copa del Rey |
| --------- | ------------ | -------- | ------------ |
| 1980/81   | 1.ª Regional | 14.º     |              |
| 1981/82   | 1.ª Regional | 3.º      |              |
| 1982/83   | Preferente   | 6º       |              |
| 1983/84   | Preferente   | 6.º      |              |
| 1984/85   | Preferente   | 8º       |              |
| 1985/86   | Preferente   | 8.º      |              |
| 1986/87   | Preferente   | 12º      |              |
| 1987/88   | Preferente   | 4.º      |              |
| 1988/89   | Preferente   | 7.º      |              |
| 1989/90   | Preferente   | 3.º      |              |
| 1990/91   | Preferente   | 2.º      |              |
| 1991/92   | Preferente   | 1º       |              |
| 1992/93   | 3ªDivisión   | 12º      |              |
| 1993/94   | 3ªDivisión   | 14.º     |              |
| 1994/95   | 3ªDivisión   | 6.º      |              |
| 1995/96   | 3ªDivisión   | 5.º      |              |
| 1996/97   | 3ªDivisión   | 12.º     |              |
| 1997/98   | 3ªDivisión   | 16.º     |              |
| 1998/99   | 3ªDivisión   | 19.º     |              |
| 1999/00   | Preferente   | 17.º     |              |

| Temporada | División     | Posición | Copa del Rey |
| --------- | ------------ | -------- | ------------ |
| 2000/01   | 1.ª Regional | 7.º      |              |
| 2001/02   | 1.ª Regional | 3.º      |              |
| 2002/03   | 1.ª Regional | 1º       |              |
| 2003/04   | Preferente   | 2.º      |              |
| 2004/05   | 3ªDivisión   | 20.º     |              |
| 2005/06   | Preferente   | 12.º     |              |
| 2006/07   | Preferente   | 1º       |              |
| 2007/08   | 3ªDivisión   | 20.º     |              |
| 2008/09   | Preferente   | Abandonó |              |

- Ascenso.
- Descenso.

### Datos del Club
- Temporadas en 3ªDivisión: 9
- Temporadas en Preferente: 15
- Temporadas en 1ªRegional: 5

## Fútbol en Arona

### Listado de Clubs
| Nombre del Club     | Año Fundación | Barrio            |
| ------------------- | ------------- | ----------------- |
| Arona F.C.          | 1930          | Arona             |
| Valle F.C.          | 1930          | Valle San Lorenzo |
| C.D.Marino          | 1933          | Los Cristianos    |
| At.Arona            | 1954          | Realejo Bajo      |
| C.D.I´Gara          | 1968          | Cabo Blanco       |
| C.D.Ibarra          | 1969          | Las Galletas      |
| C.D.San Lorenzo     | 1974          | Valle San Lorenzo |
| U.D.Ibarra          | 1974          | Las Galletas      |
| C.D.Buzanada        | 1978          | Buzanada          |
| U.D.Villamar        | 1979          | Las Galletas      |
| C.D.Marino Atlético | 1982          | Los Cristianos    |
| C.D.Florida         | 1991          | Valle San Lorenzo |
| C.F.B. Cabo Blanco  | 1992          | Cabo Blanco       |
| Los Cristianos C.F. | 1995          | Los Cristianos    |
| A.D.Bereberes       | 2000          | Buzanada          |
| At.Arona B          | 2004          | Arona             |
| Guanchinet C.F.     | 2005          | Buzanada          |
| C.D.Furia Arona     | 2008          | Arona             |